# Nematocampa evanidaria
Nematocampa evanidaria är en fjärilsart som beskrevs av William Schaus 1901. Nematocampa evanidaria ingår i släktet Nematocampa och familjen mätare. Inga underarter finns listade i Catalogue of Life.